# Piossasco
Piossasco là một đô thị ở tỉnh Torino trong vùng Piedmont, có vị trí cách khoảng 20 km về phía tây nam của Torino, nước Ý. Tại thời điểm ngày 31 tháng 12 năm 2004, đô thị này có dân số 17.985 người và diện tích là 40 km².
Piossasco giáp các đô thị: Trana, Rivalta di Torino, Sangano, Bruino, Cumiana, và Volvera.